# Descente d'Énée aux Champs Élysées
La Descente d'Énée aux Champs Élysées est une peinture à l'huile sur toile (58,4 × 167,8 cm) réalisée par le  peintre de l'École de Ferrare Dosso Dossi, et datable d'environ 1520, conservée au Musée des beaux-arts du Canada à Ottawa. Elle faisait partie de la décoration de la Chambre d'albâtre d'Alphonse Ier d'Este dans le palais ducal de Ferrare en Italie.

## Histoire
Le tableau faisait partie d'une série de dix toiles sur l''Énéide peintes par Dosso Dossi et son frère Battista Dossi pour décorer une frise des Chambres, qui était disposée dans la partie supérieure des murs créant une série ininterrompue d'histoires littéraires. La Chambre d'albâtre du palais ducal était décorée de toiles représentant des bacchanales et des sujets érotiques, dont la Fête des dieux de Giovanni Bellini et le Culte de Vénus de Titien.  De la série, une autre toile a été identifiée avec certitude en Angleterre et une autre est à la National Gallery of Art, à Washington (Énée et Achate sur la côte libyenne).

## Description et style
La scène, deux fois plus longue que les autres, est tirée du 6e livre de l'Énéide, lignes 635–709, et montre Énée à gauche qui, accompagné de la Sibylle de Cumes, s'apprête à visiter les Champs Élysées, c'est-à-dire le paradis des Grecs, l'au-delà romain. Ce lieu est représenté comme une vallée verdoyante, où les héros s'adonnent à divers agréments répartis en petits groupes, comme Orphée avec la lyre volette dans la forêt : ceux qui dansent, ceux qui flirtent, ceux qui bavardent, ceux qui paissent des chevaux blancs en arrière-plan, les chevaux fantomatiques des guerriers morts.
Le thème de la descente d'Énée dans l'au-delà avait une signification hermétique particulière. Le héros symbolisait en effet l'âme pèlerine qui, avant d'atteindre l'élévation spirituelle (la côte italienne tant convoitée), devait d'abord passer par les étapes de la sensibilité (la fuite de Troie) et de l'action (l'arrêt à Carthage). Les Champs Élysées représentaient aussi l'accomplissement du but initiatique : l'harmonie et le bonheur de l'âme.